# Congresso di Vienna
Il Congresso di Vienna fu una conferenza tenutasi presso il castello di Schönbrunn (in tedesco Schloss Schönbrunn) nell'omonima città, allora capitale dell'Impero austriaco, dal 1º novembre 1814 al 9 giugno 1815 (benché diverse datazioni riportino l'inizio e la fine del Congresso al 18 settembre 1814 e al 9 giugno 1815). Vi parteciparono le principali potenze europee allo scopo di ridisegnare la carta dell'Europa e ripristinare l'Ancien régime dopo gli sconvolgimenti apportati dalla rivoluzione francese e dalle guerre napoleoniche. Con il Congresso di Vienna si apre infatti quella che viene definita come l'età della Restaurazione in Europa che può considerarsi conclusa con i moti del 1848.
Per la prima volta gli Stati europei decisero che il modo giusto di mettere fine a una guerra fosse riunire tutti gli Stati interessati e discutere una soluzione valida per tutti: un'idea che è sopravvissuta fino ad oggi. L'idea che i grandi conflitti e le questioni internazionali andassero risolte da riunioni a cui partecipavano tutte le nazioni coinvolte era oramai entrata nella cultura della diplomazia europea. Un secolo dopo, questa idea avrebbe assunto la forma della Società delle Nazioni e, a meno di 150 anni dalla chiusura del Congresso, avrebbe portato alla nascita delle Nazioni Unite.

## L'apertura del Congresso
(Klemens von Metternich)
Il Congresso di Vienna si tenne nella capitale dell'allora Impero austriaco, dal 1° novembre 1814 al 9 giugno 1815. Un ruolo di primo piano ebbe la partecipazione delle maggiori quattro nazioni europee vincitrici: Austria, Regno Unito, Prussia e Russia, che tentarono così di dare un nuovo stabile assetto all'Europa dopo l'avventura napoleonica. Insieme ad altre delegazioni di diversi stati anche la Francia partecipò al congresso per l'abile azione diplomatica di Talleyrand, vescovo prima della rivoluzione dell'89, deputato rivoluzionario, collaboratore di Napoleone e in quel periodo ministro degli esteri di Luigi XVIII. Egli riuscì a far applicare per la Francia, vittima del tiranno napoleonico, il principio di legittimità secondo il quale dovevano essere restaurati sui loro troni i sovrani illegittimamente spodestati da Napoleone. La Francia del resto aveva già stipulato la pace con un precedente trattato siglato a Parigi il 30 maggio 1814.
Le discussioni continuarono malgrado il ritorno di Napoleone dall'esilio e la sua riassunzione del potere in Francia nel marzo 1815, e l'atto supremo del Congresso fu firmato nove giorni prima della sua finale disfatta nella battaglia di Waterloo, avvenuta il 18 giugno 1815.
Tecnicamente, il Congresso di Vienna non si svolse come un normale congresso, dato che non si riunì mai in sessione plenaria, e la maggior parte delle discussioni avvenne in sessioni informali tra le grandi potenze.
Le decisioni prese dal Congresso seguirono due linee-guida per l'assegnazione dei territori europei ai vari sovrani:

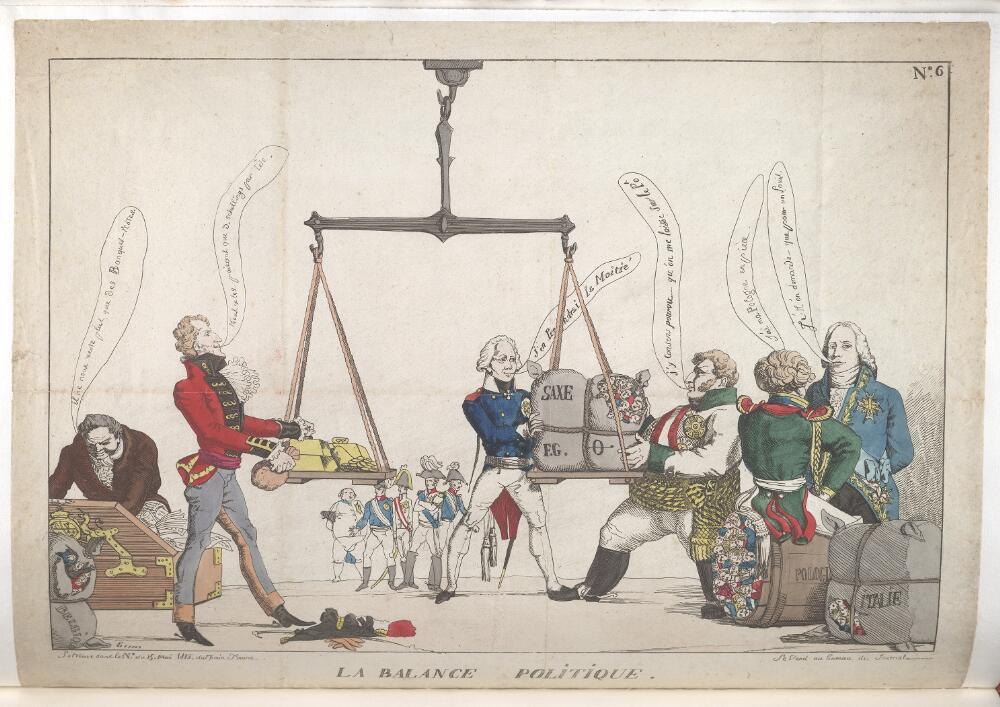
Il bilanciamento dei poteri

- il principio di equilibrio, concepito con lo scopo di non concedere ad alcun paese la supremazia territoriale in Europa, ma, al contrario, di equilibrare le forze delle varie potenze europee in modo che nessuna di queste potesse prevalere sulle altre: questo principio portò alla nascita, ad esempio, del Regno Unito dei Paesi Bassi (da non confondersi con quello odierno), che funse da "cuscinetto" tra la Francia e la Confederazione germanica;
- il principio di legittimità per riassegnare il trono ai legittimi sovrani deposti durante il periodo napoleonico, come ad esempio accadde nella Francia post-rivoluzionaria, a capo della quale venne nominato sovrano il fratello minore del re Luigi XVI ghigliottinato, Luigi XVIII, considerato come legittimo successore di Luigi XVII[6]; in questo modo veniva ripristinata la monarchia, anche se in questo caso si trattava di una monarchia costituzionale (benché "ottriata", cioè elargita per volontà sovrana[7]). Questo principio tuttavia non venne sempre rispettato: ad esempio le repubbliche di Venezia e di Genova non vennero ricostituite.

L'ordinamento degli stati restaurati venne lasciato ai singoli sovrani, ma fu generalmente costituito da quello tipico delle monarchie assolute: senza parlamenti o con rappresentanze non elettive.

## Si le Congrès danse, il ne marche pas(Se il Congresso danza, non cammina)

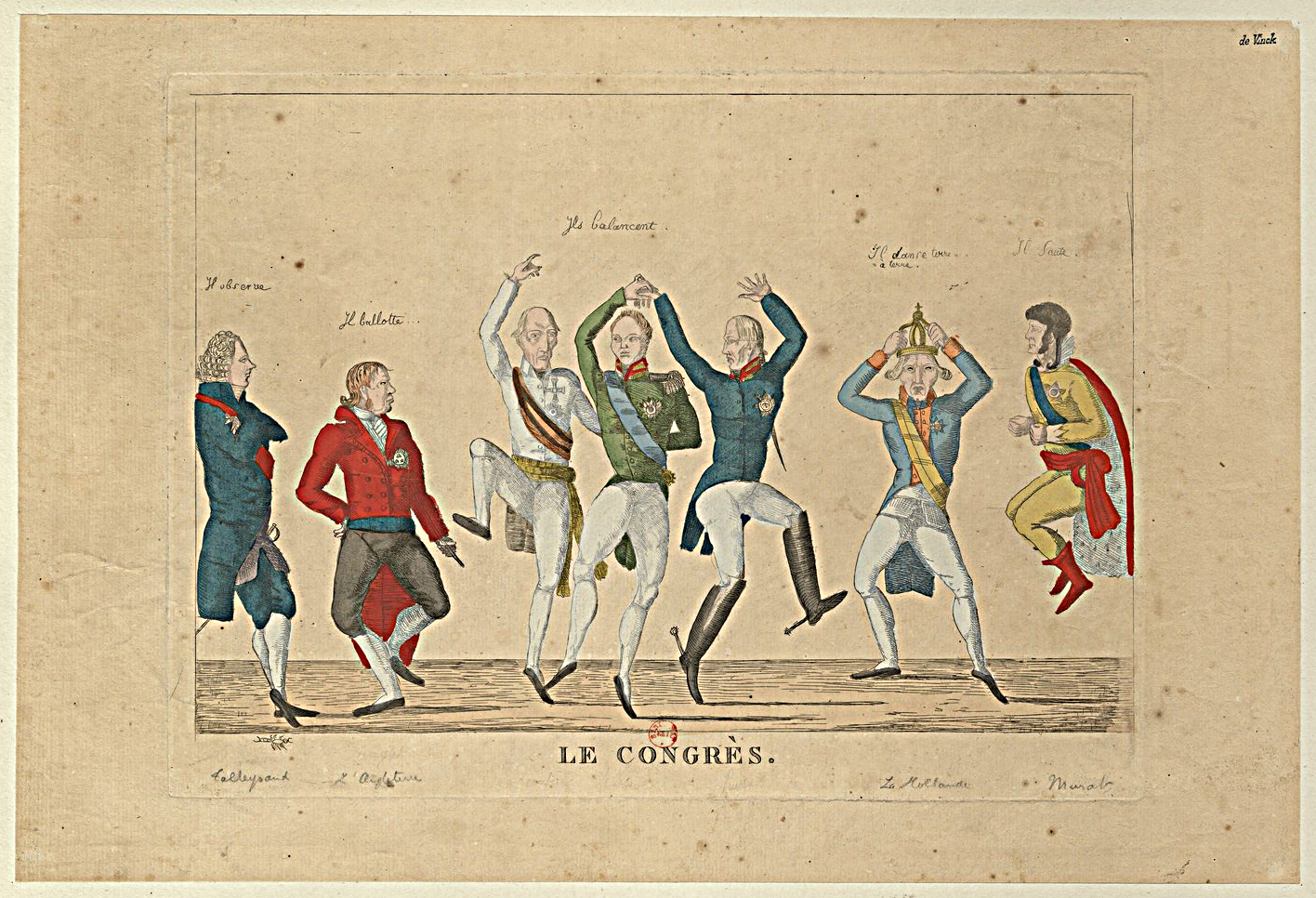
Si le Congrès danse, il ne marche pas

Dopo la caduta e l'abdicazione di Napoleone a Fontainebleau (6 aprile 1814) e la ratifica della prima Pace di Parigi, la sesta coalizione venne sciolta, mentre sul trono di Francia fu posto il legittimo sovrano, Luigi XVIII di Borbone, fratello minore del decapitato Luigi XVI.
Secondo l'articolo XXXII del trattato di pace si sarebbe dovuto riunire a Vienna un congresso plenario delle potenze vincitrici per dare un nuovo assetto e un ordine durevole all'Europa, che per quasi vent'anni era stata calpestata, devastata e ridotta allo stremo dalla lunga guerra contro l'imperatore francese.

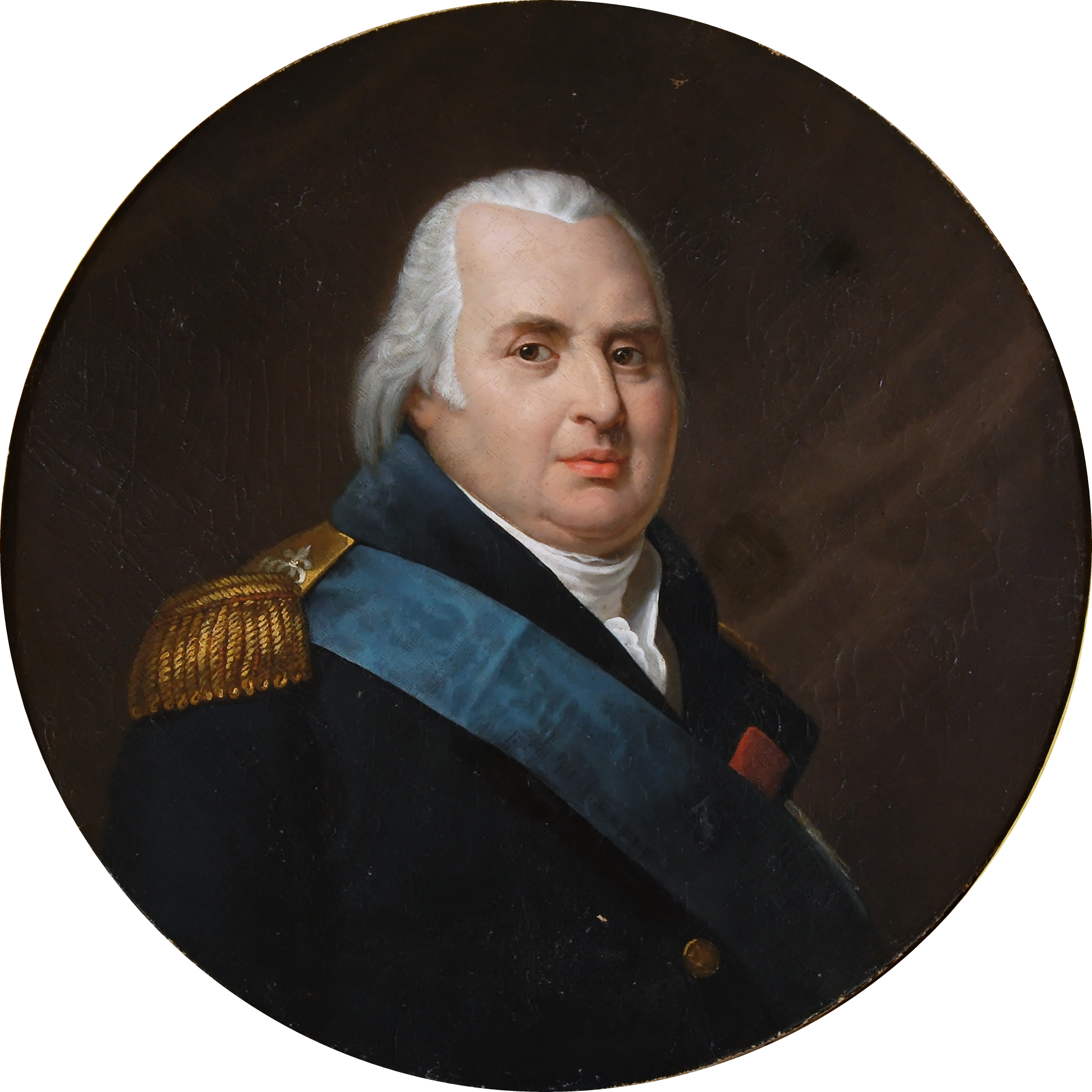
Luigi XVIII di Francia

I sovrani vincitori e i loro ministri plenipotenziari si incontrarono in un primo momento a Londra; soltanto nell'autunno del 1814 il Congresso ebbe inizio a Vienna. Vi presero parte le delegazioni diplomatiche di quasi tutte le nazioni europee. Dall'ottobre 1814 al giugno 1815 Vienna, e soprattutto il luogo d'incontro, il Dipartimento di Stato (più tardi anche la Cancelleria di Stato) nel Palazzo di Ballhausplatz, sede del Principe di Metternich, divenne il cuore del continente per la sua centralità politica. Anfitrione di questo grande consesso fu l'imperatore d'Austria Francesco I d'Asburgo-Lorena. Gli ospitanti cercarono di rendere il soggiorno delle personalità d'alto rango il più piacevole possibile.

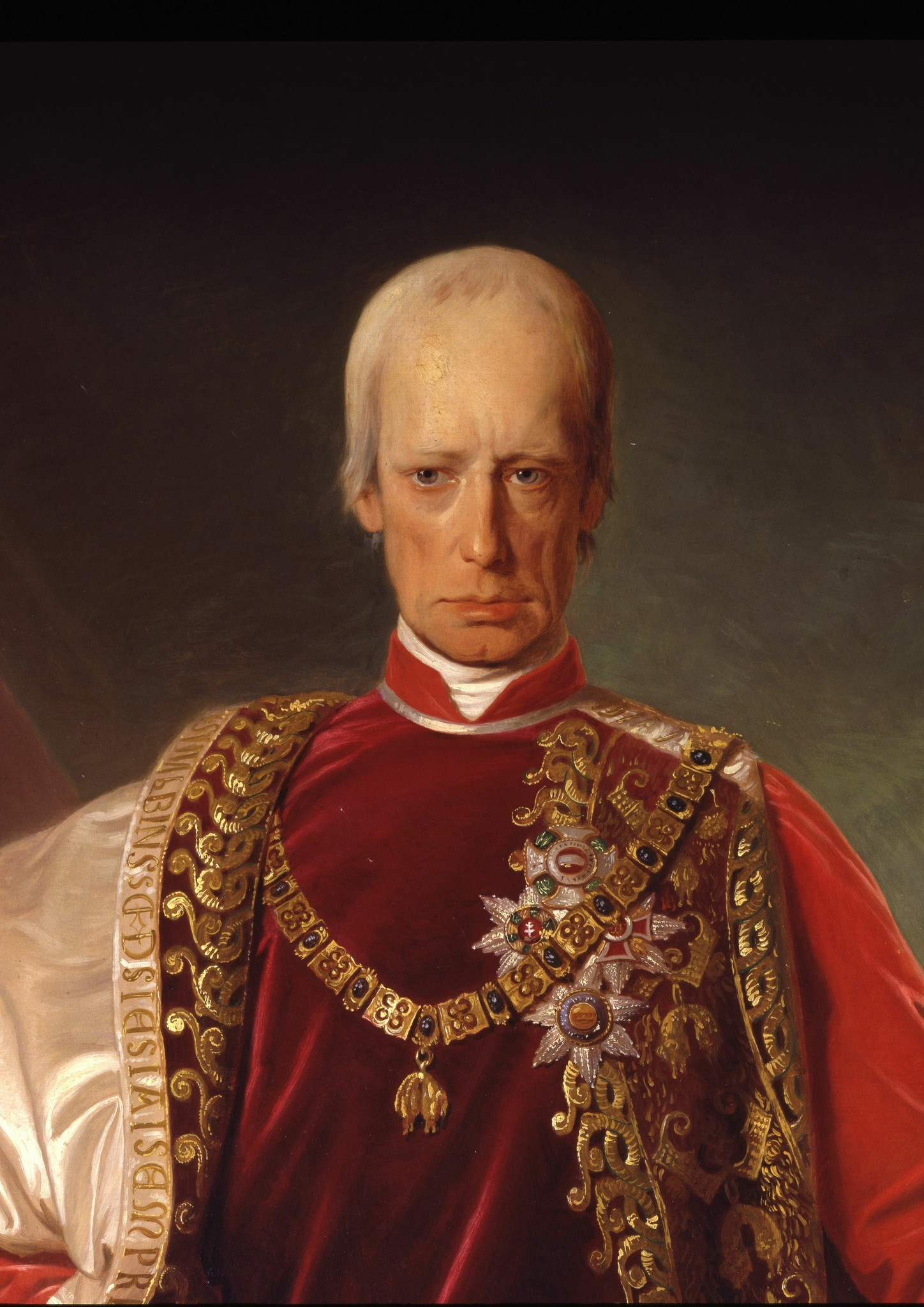
Francesco I d'Asburgo-Lorena

I lavori del Congresso furono continuamente inframezzati da feste, cene, balli e ricevimenti tenuti dalla corte austriaca, dai nobili viennesi oppure dalle numerose delegazioni convenute. La continua atmosfera di festa fece coniare al principe Charles Joseph de Ligne la famosa immagine del "Congresso danzante". In una lettera al principe de Talleyrand del 1º novembre 1814, Ligne scrisse:
Anche diversi contemporanei, nonostante deplorassero l'immobilità politica, misero però in risalto la magnificenza e lo splendore dell'evento. Il segretario-generale del Congresso, il conte Friedrich von Gentz, in una lettera del 27 settembre 1814, scrisse:
Tuttavia, alcuni storici sono dell'opinione che il Congresso non trascurò i suoi impegni effettivi tra i vari balli e tutti gli altri intrattenimenti, ma stabilì le linee guida del nuovo ordine di pace e stabilità dell'Europa, anche se la grossolana quanto pungente opinione del feldmaresciallo Blücher sembrerebbe dare un'altra impressione.

## Partecipanti

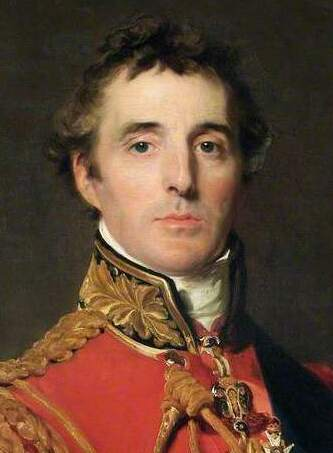
Il Duca di Wellington

Al Congresso, il Regno Unito fu prima rappresentato dal ministro degli esteri, il Visconte Castlereagh; dopo il febbraio 1815, dal Duca di Wellington; e nelle ultime settimane, dopo che Wellington se ne andò per affrontare Napoleone, dal Conte di Clancarty. L'Austria era rappresentata dal principe Klemens von Metternich, il ministro degli Esteri, e dal suo delegato, Barone Wessenberg. La Prussia era rappresentata dal principe Karl August von Hardenberg, il cancelliere, e dal diplomatico e studioso Wilhelm von Humboldt.

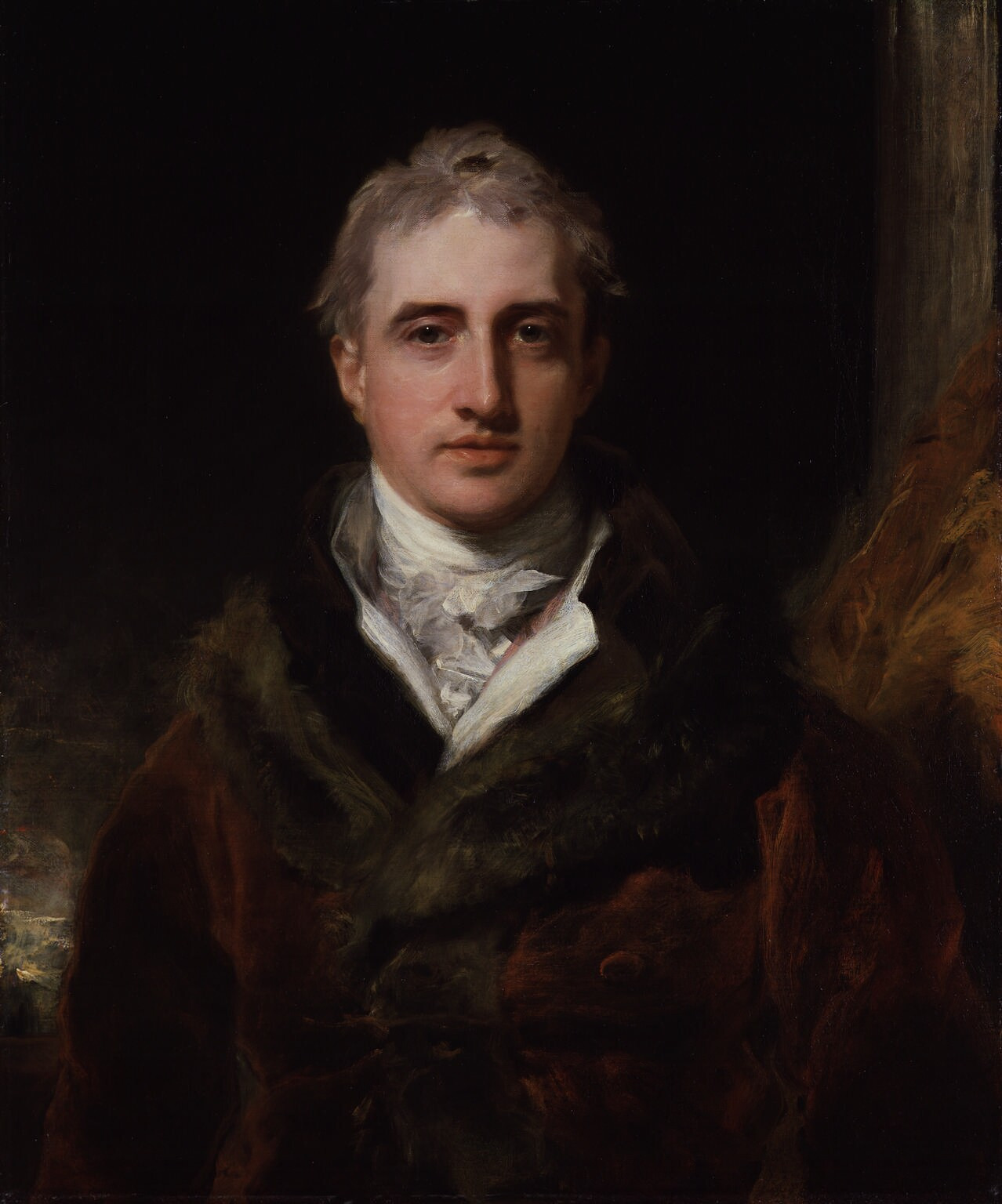
Lord Castlereagh

La Francia di Luigi XVIII era rappresentata dal ministro degli Esteri Charles Maurice de Talleyrand-Perigord. Sebbene la delegazione ufficiale della Russia fosse guidata dal suo ministro degli Esteri, il conte Karl Vasil'evič Nessel'rode, lo zar Alessandro I per lo più operò personalmente. Inizialmente, i rappresentanti delle quattro potenze vincitrici sperarono di escludere i francesi da una seria partecipazione ai negoziati, ma Talleyrand riuscì abilmente a inserirsi nei dibattiti interni sin dalle prime settimane.
Poiché la maggior parte del lavoro al Congresso fu svolta da queste cinque potenze (assieme, per certi temi, con le rappresentanze di Spagna, Portogallo e Svezia; sui temi tedeschi, di Hannover, Baviera, e Württemberg; su quelli italiani, dello Stato Pontificio e dei Regni di Sardegna e di Napoli e Sicilia), la maggior parte delle delegazioni non ebbe molto da fare al Congresso, e l'ospite, l'imperatore Francesco I d'Austria sostenne splendidi intrattenimenti per mantenerle occupate.
Le materie su cui si discusse furono molteplici e in generale solo le perdite territoriali a danno dei francesi non furono oggetto di discussione. Queste erano già state decise riportando i confini francesi a quelli precedenti le avventure napoleoniche.

## Mutamenti territoriali

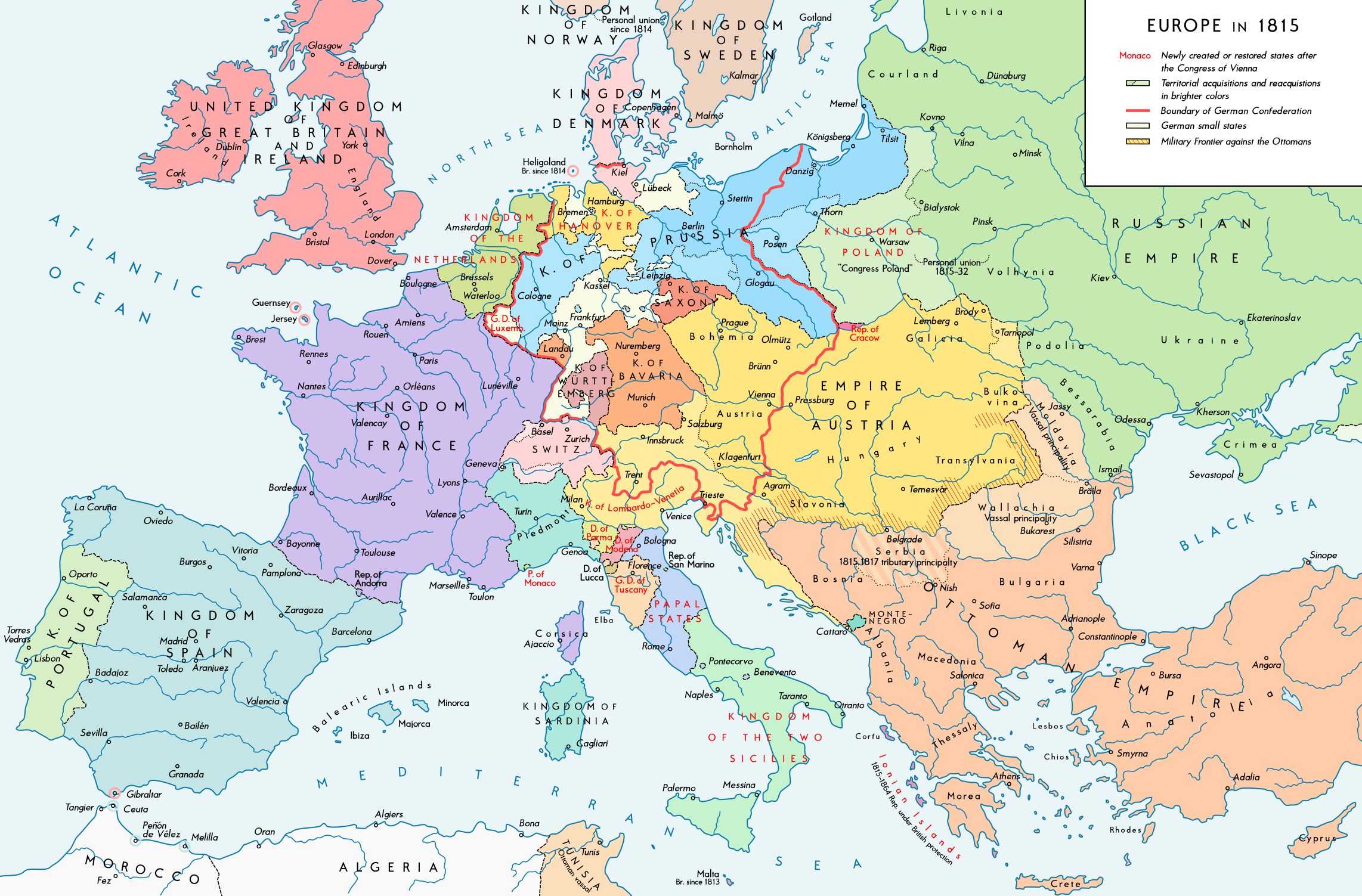
L'Europa dopo il Congresso di Vienna

Il principale risultato del Congresso, a parte la ratifica della perdita, che era già stata stabilita dalla "Pace di Parigi", dei territori che la Francia si era annessa tra il 1795 e il 1810, fu l'accrescimento della Russia che guadagnò gran parte del Ducato di Varsavia e la Finlandia, e l'ingrandimento del territorio della Prussia, che acquistò la Westfalia, la Renania settentrionale e parte della Polonia.
Il consolidamento della Germania dai quasi 300 stati del Sacro Romano Impero (disciolto nel 1806) in un sistema (molto più gestibile) di trentanove stati fu confermato. Questi stati andarono a costituire una blanda Confederazione Tedesca sotto la guida di Prussia e Austria.

### Europa centrale
In particolare le materie trattate furono quelle polacco-tedesche.
Lo zar presentò un piano in cui prevedeva la creazione di una Polonia indipendente satellite della corona russa. Questo piano fu fortemente osteggiato dalle altre potenze, e alla fine si giunse a un accordo spartendo la Polonia e attribuendo gran parte della Sassonia al sovrano prussiano. In generale si portò la composizione della Confederazione Tedesca a 39 stati sotto il controllo di Austria e Prussia.

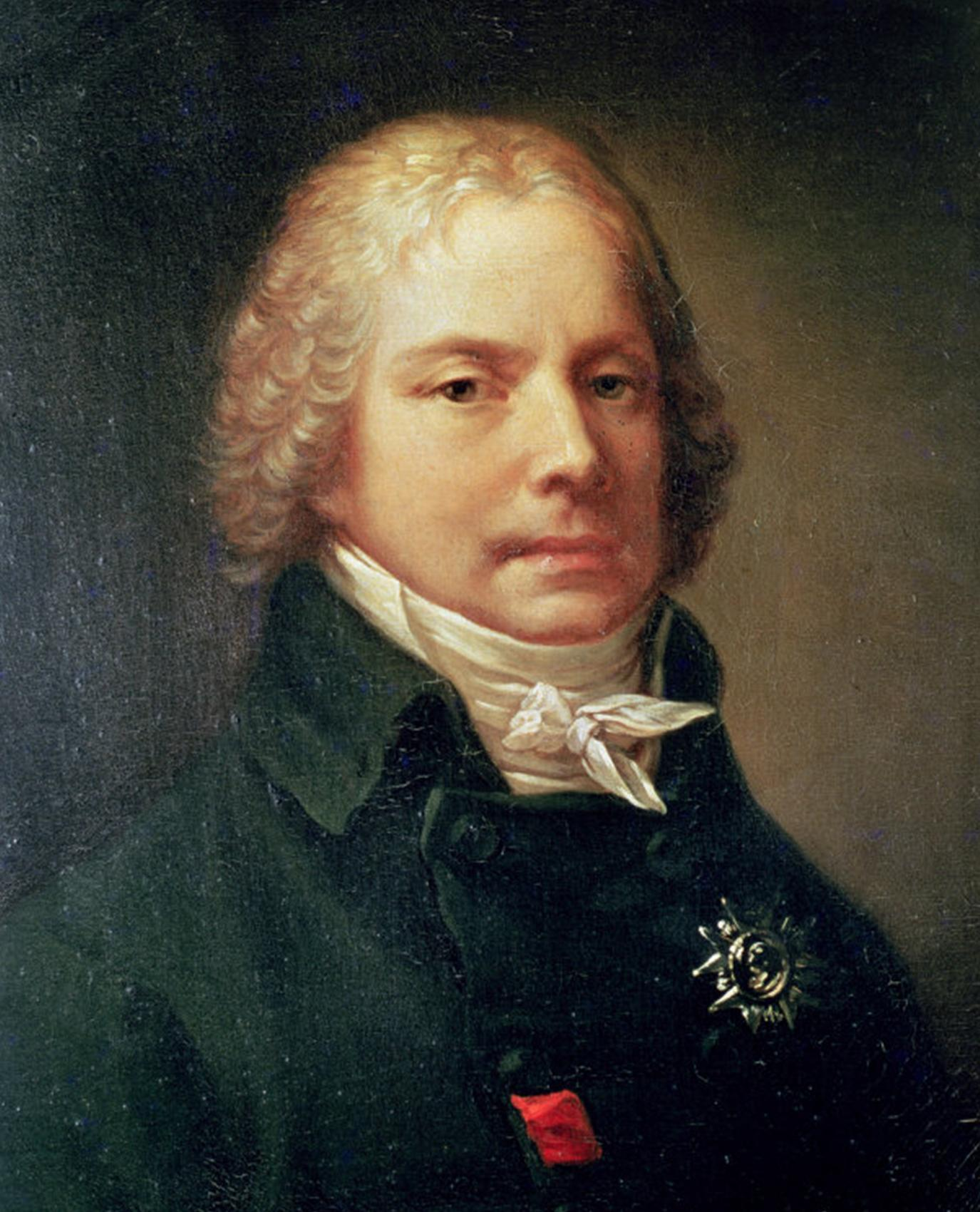
Il principe di Talleyrand

L'oggetto più controverso al Congresso fu, infatti, la cosiddetta crisi sassone-polacca. I russi e prussiani avanzarono una proposta secondo la quale la maggior parte dei territori austriaci e prussiani della Polonia sarebbero andati alla Russia, che avrebbe creato un regno polacco indipendente in unione personale con la Russia, con lo zar Alessandro quale re.
In cambio, i prussiani avrebbero ricevuto come compensazione tutta la Sassonia, il cui re veniva considerato abdicante per non aver abbandonato Napoleone abbastanza in fretta. Gli austriaci, i francesi, e gli inglesi non approvarono questo piano, e, ispirati da Talleyrand, firmarono un trattato segreto il 3 gennaio 1815, consentendo alla guerra, se necessario, per impedire che il piano russo-prussiano producesse il suo effetto.
Sebbene nessuna delle tre potenze fosse particolarmente pronta alla guerra, i russi non vollero sfidarle, e si elaborò presto una composizione amichevole, per cui la Russia ricevette il grosso del Ducato napoleonico di Varsavia come Regno di Polonia (chiamato Polonia del Congresso), ma non ricevette il distretto di Poznań (Granducato di Poznan), che fu dato alla Prussia, né Cracovia, che rimase una città libera. La Prussia ricevette il 40% della Sassonia (più tardi nota come provincia di Sassonia), con la restante parte resa al re Federico Augusto I di Sassonia (Regno di Sassonia).
La Gran Bretagna ne uscì come la potenza che aveva più interesse per l'equilibrio in Europa, ma all'esterno dell'Europa si rafforzò acquisendo le ex colonie francesi delle Indie Occidentali o che appartenevano a stati in passato alleati della Francia: acquisì così dai Paesi Bassi il Sudafrica e il capo di Buona Speranza. L'Inghilterra era rappresentata da Lord Castlereagh, ministro degli esteri, un nobile irlandese che aveva ricevuto istruzioni di poter mettere sulla bilancia dei negoziati i territori inglesi extraeuropei per potersi avvantaggiare in Europa. Ma egli non seguì tale indicazione, percependo che gli altri stati non si erano resi conto dell'importanza delle colonie: quest'abile mossa permetterà alla Gran Bretagna di rimanere la più grande potenza coloniale sino alla fine della seconda guerra mondiale.
Fu creato il Granducato di Lussemburgo come compensazione al re Guglielmo I dei Paesi Bassi per la perdita di Nassau-Siegen, e lo stato rimase in unione personale col sovrano olandese sino al 1890. Il Lussemburgo divenne inoltre membro della Confederazione germanica. Siccome anche il Regno di Prussia aveva avanzato pretese sul territorio lussemburghese, fu stabilito che nella Fortezza di Lussemburgo sarebbero state di stanza truppe dell'esercito prussiano, e alcuni territori orientali (principalmente i territori di Bitburg e Sankt Vith) sarebbero stati annessi direttamente alla Prussia.

### Il nuovo assetto politico territoriale italiano

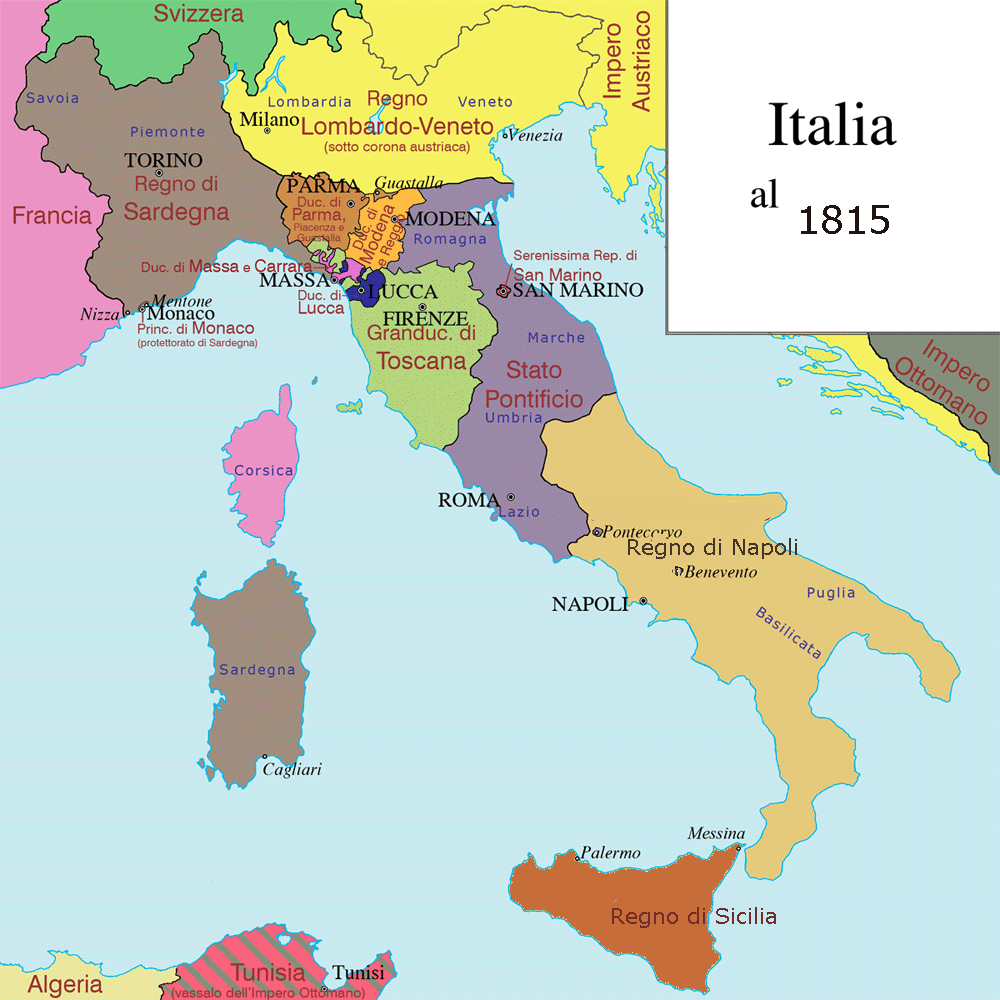
L'Italia come disegnata dal Congresso di Vienna nel 1815

Dopo il congresso di Vienna l'Italia fu divisa in una decina di stati (che si ridussero a otto, entro una trentina di anni dal Congresso, a causa di alcune annessioni di stati minori a entità più vaste):
- il Regno di Sardegna, governato dai Savoia, riottenne il Piemonte e la Savoia e venne ingrandito con i territori della Repubblica di Genova, nonostante le proteste dei delegati genovesi. La Repubblica genovese era stata infatti ricostituita nel 1814 per editto dell'Ammiraglio britannico William Bentinck.
- Nel resto del nord venne costituito il Regno Lombardo-Veneto, sotto il controllo dell'Austria, comprendente i territori di terraferma della Repubblica di Venezia (che anch'essa non venne ricostituita), del Veneto, del Friuli e della Lombardia orientale, tutti uniti alla parte rimanente della Lombardia. Al Regno Lombardo-Veneto fu annessa anche la Valtellina, visto che si era opposta alle richieste svizzere, che miravano a far sì che questa valle - sulla quale la Svizzera aveva una sorta di protettorato dal 1512 - ritornasse al Canton Grigioni o fosse unita alla Confederazione, come cantone autonomo. Nel Lombardo-Veneto inoltre fu inserita anche la Transpadana ferrarese, un territorio appartenente allo Stato Pontificio, un lembo di terra a nord del fiume Po, storicamente e culturalmente associato all'Emilia[11].

Sotto forte influenza austriaca si trovavano inoltre:

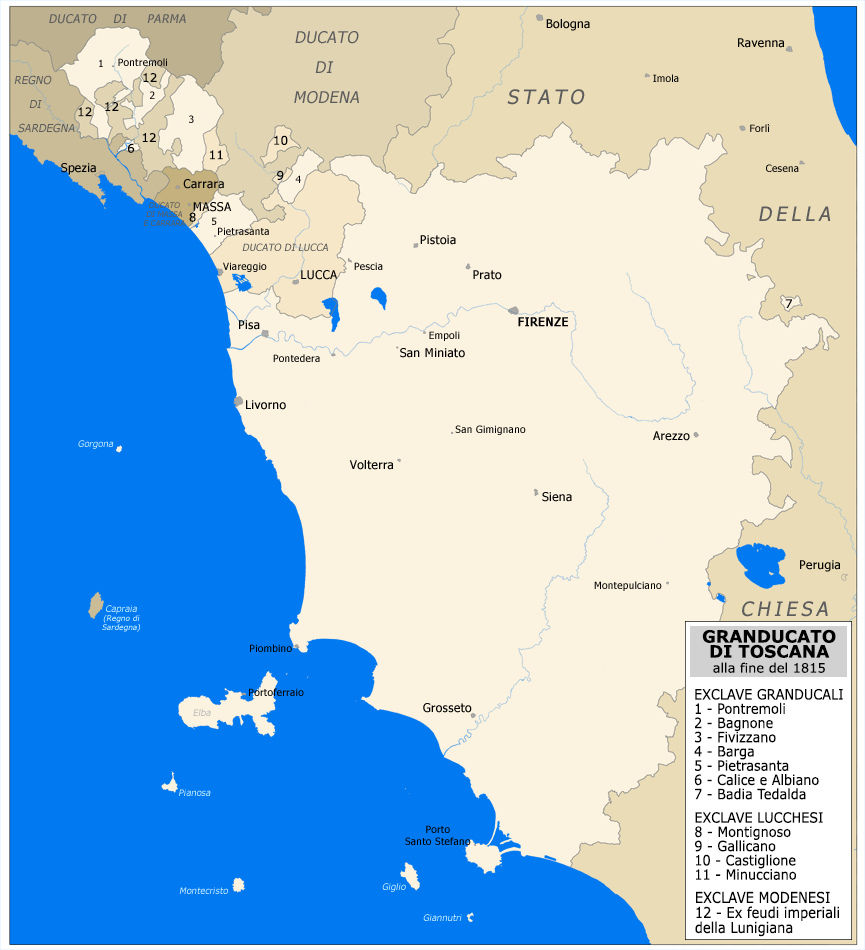
Dettaglio dell'assetto territoriale del Granducato di Toscana e della Toscana del Nord alla fine del 1815, con gli ex feudi imperiali della Lunigiana già ascritti al Ducato di Modena

- il Granducato di Toscana, sotto la dinastia degli Asburgo-Lorena; che annetté i territori del Principato di Piombino e l'Elba, nonché lo Stato dei Presidi (ossia Orbetello e il Monte Argentario);
- il Ducato di Modena sotto la dinastia degli Austria-Este;
- il Ducato di Parma, Piacenza e Guastalla venne assegnato a titolo vitalizio alla moglie di Napoleone Maria Luisa d'Austria e alla sua morte nel 1847 il titolo tornò ai Borbone di Parma (Guastalla venne annessa al Ducato di Modena);
- il Ducato di Lucca venne assegnato a titolo provvisorio come compensazione per i Borbone di Parma, in attesa della morte di Maria Luisa e quindi del loro legittimo rientro a Parma (Lucca in seguito venne annessa al Granducato di Toscana nel 1847);
- il Ducato di Massa e Carrara venne restituito a Maria Beatrice d'Este, già sul trono dal 1790 al 1796, e le vennero anche assegnati i feudi imperiali della Lunigiana (non ricostituiti dal Congresso), che ella peraltro girò immediatamente al figlio ed erede, Francesco IV, duca di Modena, il quale, dopo la morte della madre nel 1829, annetté i domini materni a Modena stessa.

Indipendenti, ma legati all'Austria da vincoli di alleanza e interesse:
- il papa fu restaurato nello Stato Pontificio, che oltralpe perdeva però definitivamente la città di Avignone e il Contado Venassino, lasciate al Regno di Francia, mentre mantenne le enclavi di Benevento e Pontecorvo[12] entro il regno di Napoli;
- nell'ambito dei confini pontifici rimase la piccola e indipendente Repubblica di San Marino, che non venne toccata dagli eventi napoleonici e che rimase sempre estranea agli eventi politici successivi;
- nel Sud Italia il cognato di Napoleone, il maresciallo napoleonico Gioacchino Murat, fu originariamente autorizzato a mantenere il Regno di Napoli. Tuttavia, in seguito al sostegno da lui fornito all'imperatore durante i "Cento Giorni", venne deposto e la corona fu riconsegnata a Ferdinando IV di Borbone. L'8 dicembre dell'anno successivo avvenne il primo cambiamento nella configurazione politica della penisola: il Regno di Sicilia fu unito al Regno di Napoli in un solo Stato chiamato Regno delle Due Sicilie con Napoli capitale e con re Ferdinando IV che assunse la nuova denominazione di Ferdinando I delle Due Sicilie.

### Altri mutamenti
I rappresentanti al Congresso concordarono numerosi altri mutamenti territoriali. La Norvegia fu trasferita dalla Danimarca alla Svezia. Un grande Regno Unito dei Paesi Bassi fu creato come stato cuscinetto per il principe Guglielmo d'Orange-Nassau, e comprendeva sia le vecchie Province Unite sia i territori precedentemente governati dall'Austria, i quali avrebbero poi costituito dal 1830 in avanti il Belgio.
Ci furono altri, meno importanti, aggiustamenti territoriali che comprendevano significativi guadagni territoriali per i regni tedeschi di Hannover (che guadagnò la Frisia orientale a scapito della Prussia e vari altri territori della Germania nord-occidentale) e di Baviera (che guadagnò il Palatinato renano e territori in Franconia). Il Ducato di Lauenburg fu trasferito da Hannover alla Danimarca e la Pomerania svedese fu annessa dalla Prussia. Il trattato riconobbe inoltre i diritti portoghesi su Olivença, ma essi furono ignorati e l'area rimase sotto controllo spagnolo.

## La Santa Alleanza
(Adolfo Omodeo, L'età del Risorgimento italiano, Napoli, 1955)

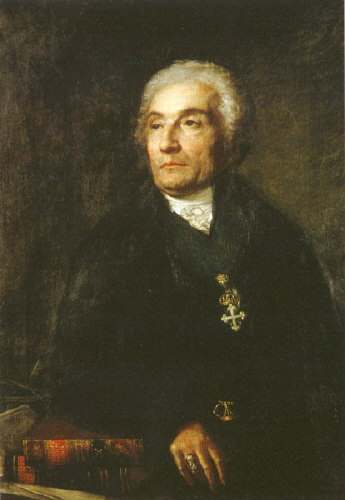
Joseph de Maistre

Il Congresso di Vienna segna l'inizio dell'età della Restaurazione dove avanzava ispirata dal Romanticismo una nuova concezione della storia che smentiva quella illuminista basata sulla capacità degli uomini di costruire e guidare la storia con la ragione. Le vicende della Rivoluzione francese e il periodo napoleonico avevano dimostrato che gli uomini si propongono di perseguire alti e nobili fini che s'infrangono dinanzi alla realtà storica. Il secolo dei lumi era infatti tramontato nelle stragi del Regime del Terrore e il sogno di libertà era sfociato nella tirannide napoleonica.
Da questa nuova visione della storia opera della volontà divina si promanano due visioni contrapposte: la prima è una prospettiva reazionaria che vede nell'intervento di Dio negli eventi umani una sorta di avvento di un'apocalisse che metta fine alla sciagurata storia degli uomini ai quali non rimane che volgersi al passato (così per esempio in François-René de Chateaubriand, in Joseph de Maistre), la seconda, che si potrebbe definire liberale, alla luce dell'ideale «conservare progredendo», vede invece nell'azione divina una volontà diretta, nonostante tutto, al bene degli uomini e auspica un nuovo cristianesimo per una nuova società (ad esempio: Lamennais, Saint Simon). 

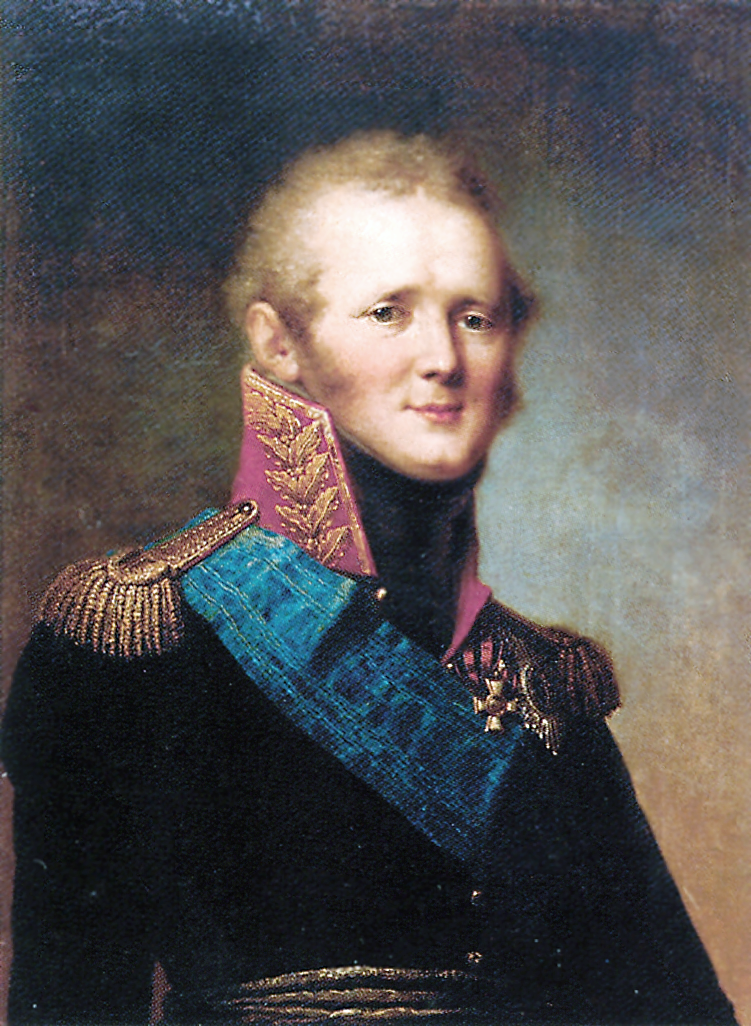
Lo zar Alessandro I di Russia

Con lo zar Alessandro l'ideale di una politica concepita in termini di mistica religiosa sembra costituirsi con la formazione della Santa Alleanza. Lo zar voleva impegnare in questo patto sacro i contraenti di Prussia, Russia, Austria a conformarsi nel governo dei loro popoli ai principi della carità cristiana scritti «nell'eterna religione di Dio salvatore».

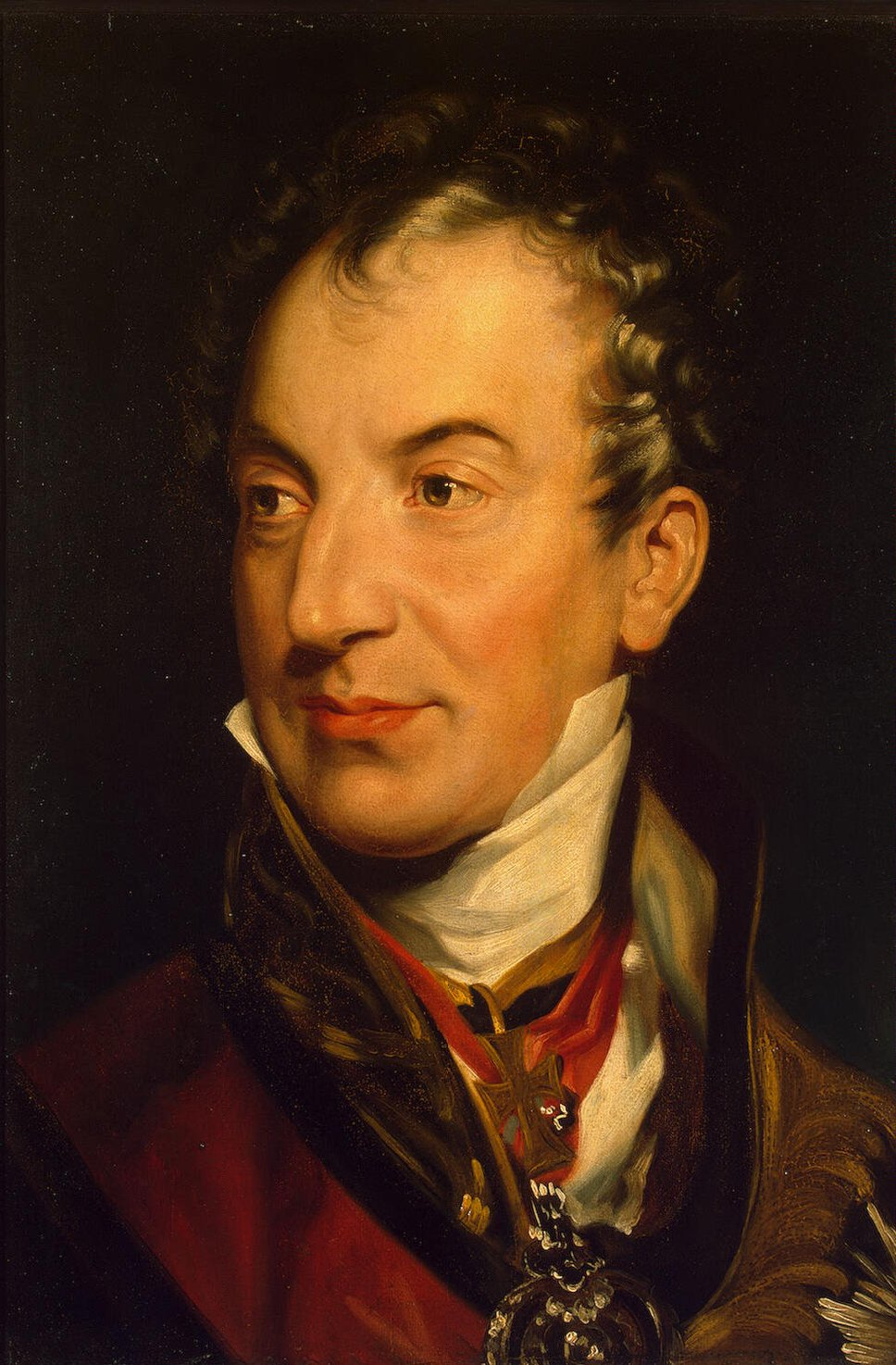
Il Principe di Metternich

Sebbene ampiamente derisa da molti statisti (Castlereagh lo chiamava «un pezzo di sublime misticismo e assurdità» e Metternich un «nulla altisonante»), il 26 settembre 1815 i sovrani europei vi aderirono, con l'eccezione del Papa, avverso a un'alleanza che univa assieme cattolici, luterani e ortodossi, del sultano della Turchia, che non era particolarmente interessato ai princìpi cristiani, e del Principe-Reggente del Regno Unito, che non poteva assentire a un tale trattato senza coinvolgimento ministeriale (in effetti egli firmò nel suo ruolo di Reggente di Hannover), ma soprattutto perché il Regno Unito temeva che questa alleanza nascondesse la volontà della Russia di avere mano libera nei Balcani.
In seguito, la Santa Alleanza fu progressivamente associata con le forze della reazione in Europa, e particolarmente con gli orientamenti politici di Metternich, che aveva come supremo criterio di politica internazionale quello del mantenimento dell'ordine europeo e divenne il simbolo stesso della reazione fino alla rivoluzione austriaca del 1848 che lo costrinse a dimettersi.

### Quadruplice e Quintuplice Alleanza
Il 20 novembre 1815 fu redatto un secondo patto tra Prussia, Austria, Russia che con l'adesione della Gran Bretagna prese il nome di Quadruplice Alleanza.
Al Congresso di Aquisgrana, dell'ottobre-novembre 1818, gli alleati, in cambio del pagamento delle riparazioni di guerra (ancorché ridotte), approvarono il ritiro dei propri corpi di occupazione, stanziati in Francia sin da Waterloo. La Francia di Luigi XVIII venne invitata ad aderire al patto che prese il nome di Quintuplice Alleanza e che sopravvisse fino alla morte dello zar Alessandro nel 1825.
La presenza della Francia era ancora formale data la diffidenza delle altre quattro potenze europee che avevano stipulato contemporaneamente anche un protocollo segreto, che confermava la garanzia reciproca in funzione anti-francese.
La vera promozione della Francia da potenza sconfitta ad alleato dev'essere fatta risalire, al Congresso di Verona del 9-14 ottobre 1822, quando, nonostante il dissenso inglese, Austria, Russia e Prussia autorizzarono i ministri di Luigi XVIII alla spedizione militare in Spagna per restaurare il governo assoluto di Ferdinando VII di Borbone: quello fu, in effetti, il vero evento che sancì il reingresso di Parigi nel consesso delle grandi potenze europee. Il corpo di spedizione denominato "I centomila figli di San Luigi" con la vittoriosa battaglia del Trocadero (1823) restaurò l'assolutismo monarchico di Ferdinando VII di Borbone.

### Gli strumenti dell'alleanza
Per il mantenimento dell'ordine, l'alleanza si basava sul principio di intervento: nel caso uno Stato avesse avuto dei problemi causati da disordini rivoluzionari che non fosse in grado di sedare e che potessero contagiare gli altri Stati, questi si ritenevano in obbligo d'intervenire per sedare le rivolte. Al principio di non ingerenza negli affari interni di uno Stato si sostituiva così il principio politico della sovranità limitata degli Stati e l'ideale della solidarietà internazionale, da attuarsi con la periodica consultazione dei governi europei nei Congressi e tramite quello strumento di polizia internazionale che era la Santa Alleanza.
I paesi coinvolti nel Congresso si accordarono infatti di riunirsi a intervalli, a norma dell'Articolo VI:
Ciò portò all'istituzione del sistema del Congresso, e ai successivi congressi: i più importanti saranno quelli di Aquisgrana (1818), di Troppau (1820), di Lubiana (1821), che autorizzò l'intervento austriaco nel napoletano, e infine il congresso di Verona (1822) già citato.

## I partecipanti alla firma del trattato

### Le quattro grandi potenze e la Francia borbonica
Le quattro grandi potenze che in precedenza avevano costituito il cuore della Sesta coalizione furono anche il fulcro del Congresso di Vienna. Alla vigilia della sconfitta di Napoleone esse già avevano delineato la loro comune posizione col Trattato di Chaumont (marzo 1814), e negoziato il Trattato di Parigi con i Borboni durante la Restaurazione:
- Austria: Klemens Wenzel, principe di Metternich – Friedrich von Gentz – Adam Müller – Franz Anton, conte di Kolowrat-Liebsteinsky
- Regno Unito di Gran Bretagna e Irlanda: Robert Stewart, marchese di Londonderry e visconte Castlereagh – Arthur Wellesley, duca di Wellington – Robert Banks Jenkinson, II conte di Liverpool – George Hamilton Gordon, IV conte di Aberdeen – Henry John Temple, III visconte Palmerston – Edward Gibbon Wakefield – John George Lambton, conte di Durham
- Russia: Karl Robert, conte di Nesselrode – Ioannis Kapodistrias – Andrey Razumovsky – Heinrich Friedrich Karl vom Stein
- Prussia: Karl August, principe di Hardenberg – Wilhelm von Humboldt – Alexander von Humboldt – Karl August Varnhagen von Ense
- Francia: Charles Maurice de Talleyrand – Alphonse de Lamartine – François-René de Chateaubriand – Marie-Joseph Motier, marchese de La Fayette – Jean Anthelme Brillat-Savarin

### Gli altri firmatari
- Baviera: Maximilian von Montgelas – Carl Philipp von Wrede per il re Massimiliano I Giuseppe di Baviera
- Sicilia: Alvaro Ruffo della Scaletta, Luigi de' Medici di Ottajano, Antonio Maresca di Serracapriola e Fabrizio Ruffo di Castelcicala[18] per il re Ferdinando III di Sicilia
- Sovrano Militare Ordine di San Giovanni di Malta[19]: Balì Fra Antonio Miari, Commendatore Fra Daniello Berlinghieri e Commendatore Fra Augusto Viè de Cesarini[20][21]
- Hannover: Ernst zu Münster per il re Giorgio III di Hannover
- Stato Pontificio: cardinale Ercole Consalvi per il pontefice Pio VII
- Meclemburgo-Schwerin: Leopold von Plessen per il granduca Federico Francesco I di Meclemburgo-Schwerin
- Paesi Bassi: Hans Christoph Ernst von Gagern per il re Guglielmo I dei Paesi Bassi
- Spagna: Marchese Pedro Gómez Labrador per il re Ferdinando VII di Spagna
- Portogallo: Pedro de Sousa Holstein, conte di Palmela; António de Saldanha da Gama, conte di Porto Santo; Joaquim José Lobo da Silveira per la regina Maria I del Portogallo
- Svezia: Conte Carl Löwenhielm per il re Carlo XIII di Svezia
- Sassonia: Detlev von Einsiedel per il re Federico Augusto I di Sassonia
- Svizzera: Hans von Reinhard – Johann Heinrich Wieland – Jean de Montenach
- Württemberg: Georg Ernst Levin von Wintzingerode per il re Federico I di Württemberg

## Critiche ed elogi
(Eric Hobsbawm, Le rivoluzioni borghesi 1798-1848)

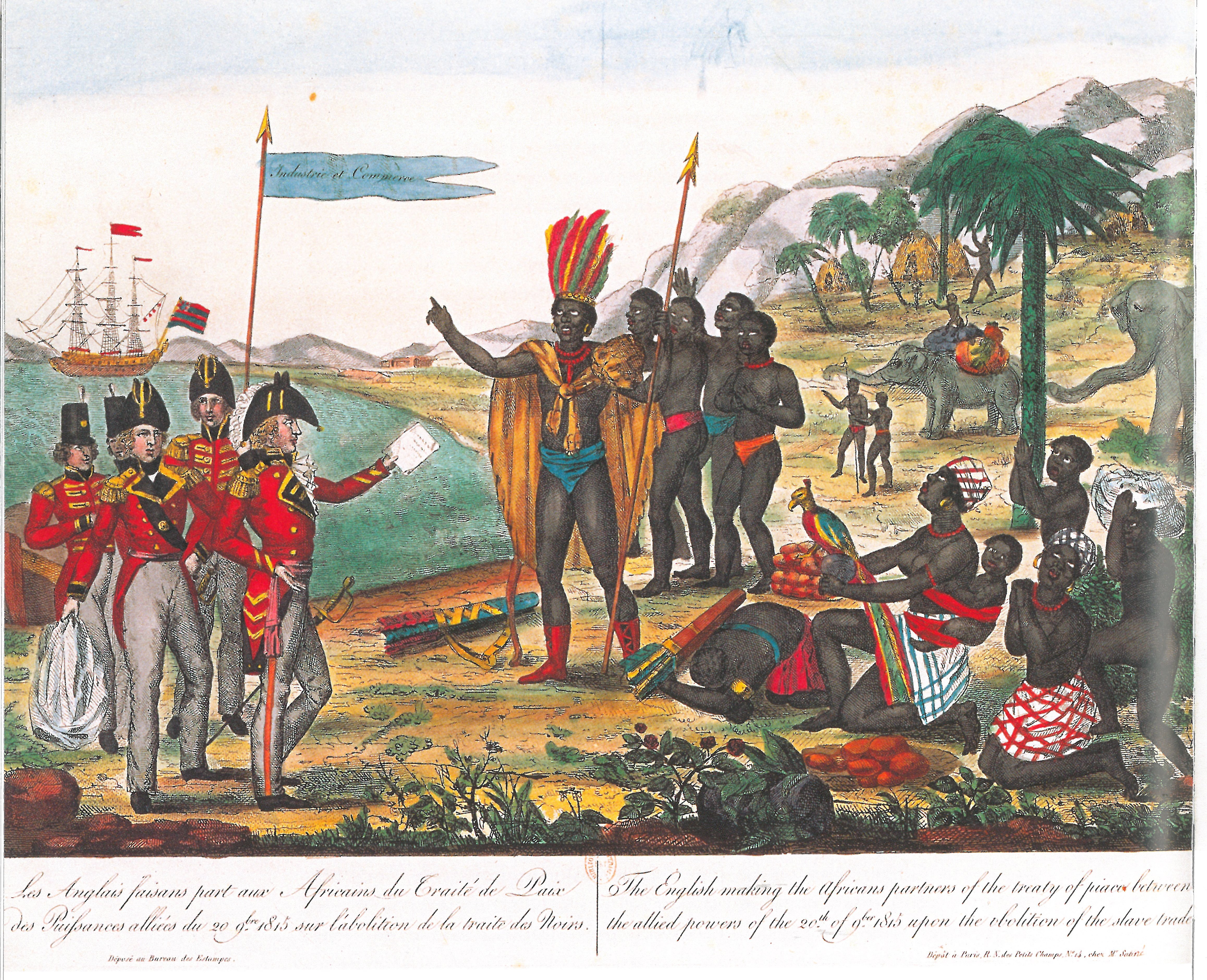
Gli Inglesi comunicano agli africani l'abolizione della tratta degli schiavi

Il Congresso di Vienna fu spesso criticato da storici del XIX secolo e da quelli più recenti per il fatto di aver ignorato gli impulsi nazionali e liberali e per avere imposto una reazione repressiva sul continente.
Questa critica era già sostenuta dall'opposizione Whig nel Regno Unito al tempo della conclusione del Congresso. Le decisioni prese dal Congresso di Vienna, dove la pace e la stabilità furono barattate con le libertà e i diritti collegati alla rivoluzione francese, fecero parte integrante di ciò che divenne noto come l'ordine conservatore.
Nel XX secolo, tuttavia, alcuni storici sono arrivati ad ammirare gli statisti del Congresso, la cui opera, si disse, aveva impedito un'altra guerra generale europea per quasi cent'anni (1818-1914).

### L'abolizione della tratta degli schiavi
Uno dei pochi meriti indiscussi del Congresso di Vienna fu la sottoscrizione, «interponendovi i suoi zelanti uffici Pio VII», di una Dichiarazione contro la tratta degli schiavi contenuta nell'allegato 15 dell'Atto finale (8 febbraio 1815). Sia pure sostenuta dagli interessi inglesi nei confronti delle colonie francesi, fu un passo importante nella lotta allo schiavismo.

### Restituzione delle opere d'arte
Durante il Congresso di Vienna, vennero inoltre discusse le clausole riguardanti la proprietà delle opere d'arte portate in Francia con le spoliazioni napoleoniche e poste al Musée Napoléon, divenuto successivamente Museo del Louvre. Austria, Spagna, stati tedeschi e Inghilterra ordinarono l'immediata restituzione di tutte le opere sottratte "senza alcun negoziato diplomatico" sostenendo che "la spoliazione sistematica di opere d'arte è contraria ai principi di giustizia e alle regole della guerra moderna". Secondo la storica dell'arte Dorothy Mackay Quynn, la Francia si opponeva argomentando come "il diritto di conquista è comune a tutte le nazioni in tutte le epoche". Nel Congresso di Vienna venne alla fine affermato come non ci potesse essere alcun diritto di conquista che permettesse alla Francia di detenere il frutto di spoliazioni e che tutte queste opere d'arte dovessero essere restituite.

### Critiche
Severe critiche ai diplomatici di Vienna per avere ignorato i principi del liberalismo e le aspirazioni delle popolazioni, sacrificate sull'altare della ragion di Stato, risuonarono già durante lo svolgimento del congresso alla Camera dei comuni negli aspri attacchi dell'opposizione alla linea politica adottata a Castlereagh. Furono queste le prime manifestazioni di una corrente di pensiero destinata a dominare i giudizi sul congresso espressi dalla cultura storica, politica e letteraria dell'Ottocento.
La prima voce in tal senso fu quella dell'abate Dominique-Georges-Frédéric Dufour de Pradt, uno spregiudicato e abile ecclesiastico e diplomatico, nonché prolifico scrittore, che pubblicò nel 1815 un'opera, Du congrès de Vienne, di scarso valore, ma scritta con vivacità e suffragata da un notevole successo di pubblico e da un'ampia circolazione europea, proprio perché rispecchiava evidentemente opinioni largamente condivise. L'abate imputò al congresso un errore «immenso», che non poteva «essere abbastanza deplorato», quello di avere considerato gli uomini come «delle greggi destinate a essere divise» fra un certo numero di pastori; l'autore individua in questo errore la migliore risposta «contro coloro che si lamentano che i popoli divengano indocili e difficili da governare: bel miracolo, quando essi vedono che non sono tenuti in nessun conto da coloro che li governano!»
La tradizione risorgimentale ha ovviamente alimentato in Italia delle vere requisitorie contro I'opera del congresso. Nel 1818 il frusinate Luigi Angeloni, democratico radicale in contatto con Filippo Buonarroti, pubblicava a Parigi in due volumi alcuni ragionamenti, Dell'Italia uscente il settembre 1818, nei quali si riprometteva di «mostrare come fosser malmenate, e crudelmente disconcie in Vienna le italiche cose» (Dedicatoria, p. VI). Le sue critiche si appuntavano in particolare su Castlereagh, reo di non aver permesso la rinascita della Repubblica di Genova e di avere respinto a Vienna con «orgogliosa freddezza», le richieste dei deputati milanesi affermando che non tutti gli stati sono adatti «a reggersi per costituzione» (vol. I, p. 202).

Un giudizio fortemente critico è espresso anche nella ponderosa Storia documentata della diplomazia europea in Italia dall'anno 1814 all'anno 1861, pubblicata a partire dal 1865 da Nicomede Bianchi. Questi, ponendo sul banco degli accusati Metternich, accomunava nella sua condanna anche l'Inghilterra che, considerando l'Austria «la miglior guarentigia per la stabile futura quiete dell'Europa» (vol. I, p. 128), aveva consegnato la penisola al suo predominio. Nell'opera si ritrova l'immagine cupamente negativa del cancelliere austriaco che fu condivisa da tutte le generazioni animate dagli ideali risorgimentali:
(vol. I, p. 129)
Interessante sul piano dell'analisi storica è l'opera di Madame de Staël Considérations sur la révolution française, pubblicata postuma nel 1818, che non si occupa esplicitamente del congresso ma esprime sulla politica inglese a Vienna, e sul suo interprete Castlereagh, un duro giudizio, che riassume in forma compiuta il pensiero delle correnti liberali sull'opera dei diplomatici di Vienna e rappresenta un tassello importante nella valutazione negativa che ha a lungo pesato sulla memoria del ministro inglese:
I deputati di diversi stati d'Europa, ora deboli e un tempo indipendenti sono venuti a chiedere alcuni diritti, alcune garanzie ai rappresentanti della potenza che essi adoravano come libera. Sono ripartiti col cuore rattristato, non sapendo più chi, fra Bonaparte e la più rispettabile nazione del mondo, avesse fatto loro il male più duraturo»
(vol. II, pp. 393-394)
Anche la storiografia tedesca dell'Ottocento ha formulato giudizi molto negativi sull'opera dei diplomatici di Vienna, responsabili di avere sacrificato, in nome dell'equilibrio europeo, le aspirazioni a una più solida unità della Germania. Al riguardo è sufficiente fare riferimento all'opera di Heinrich von Treitschke. Ostilissimo, come tutti i patrioti del 1815, alle piccole corti della Germania, i «sultani» odiati da Stein, interpreti del particolarismo tedesco, e anche all'Austria, nemica per sua natura della nazione germanica, Treitschke giudica la confederazione germanica l'opera di «una diplomazia miope chiusa in se stessa, e immemore di tutte le tradizioni» della nazione, «la più indegna costituzione che sia mai stata imposta dai propri sovrani a un grande popolo civile» (Il Congresso di Vienna, pp. 143–144). Lo storico tedesco irride anche all'ideale della pace europea perseguito da Castlereagh e da Metternich:
(Il Congresso di Vienna, p. 7)
Sul versante francese l'attenzione si catalizzò in particolare sulle conseguenze della decisione di assegnare alla Prussia la zona renana come compenso per la mancata annessione dell'intera Sassonia. In questo quadro molte voci si levarono a porre sotto accusa l'opera di Talleyrand il quale, accettando questa soluzione, avrebbe improvvidamente creato le premesse della disfatta del 1870, che portò alla perdita dell'Alsazia e della Lorena già rivendicate dai nazionalisti tedeschi nel 1815. Già nel 1866, dopo la guerra austro-prussiana, premessa dell'unificazione tedesca, lo storico Daniel Ramée (Le congrès de Vienne) denunciava il tragico errore di avere accettato che la Prussia si stabilisse sul confine orientale della Francia. In seguito queste accuse furono ancora alimentate dal disastro di Sédan, e sono state ripresentate in forme diverse da molti storici fino a oggi.